# Иван Радоев (актьор)
Вижте пояснителната страница за други личности с името Иван Радоев.
Иван Иванов Радоев е български актьор.

## Биография
Роден е на 7 октомври 1972 г. Син на Весела Радоева и поета и драматург Иван Радоев. Завършва НГДЕК „Константин-Кирил Философ“, а през 1995 г. – и актьорско майсторство в НАТФИЗ „Кръстьо Сарафов“ в класа на професор Димитрина Гюрова. През 1995 г. става част от трупата на Театър „Българска армия“.

## Признание и награди
Носител на наградата „Аскеер“ за ролята му на Йонадав, в едноименната пиеса и наградата на името на Иван Димов за млад актьор, „Златна роза“ за ролята му във филма „Емигранти“.

## Филмография
- Приятелите ме наричат Чичо (тв, 2006)
- Госпожа Динозавър (2002) – бащата
- Емигранти (2002) – Мъро
- Съдбата като плъх (тв, 2001) – лудият
- Наблюдателя (2001)
- Похищението (2009) – Момчето Георги